# Diocèse de Tumaco
Le diocèse de Tumaco (en latin : Dioecesis Tumacoënsis ; en espagnol : Diócesis de Tumaco) est un diocèse de l'Église catholique en Colombie, suffragant de l'archidiocèse de Popayán.

## Territoire

Il comprend 9 municipalités du département de Nariño : Barbacoas, Francisco Pizarro, La Tola, Magüi Payán, Mosquera, Olaya Herrera, Roberto Payán, Tumaco et une partie de la municipalité d'El Charco (l'autre partie étant dans le diocèse de Pasto).
Il possède un territoire d'une superficie de 16 000 km2 divisé en 19 paroisses. Le siège épiscopal est dans la ville de Tumaco où se trouve la cathédrale Saint-André.

## Historique
La préfecture apostolique de Tumaco est érigée le 1er mai 1927 par la constitution apostolique Quae ad aeternam du pape Pie XI en prenant une partie des territoires du diocèse de Pasto et du diocèse de Cali (aujourd'hui archidiocèse de Cali). La préfecture est confiée aux soins des augustins récollets et placée sous la juridiction de la congrégation pour la propagation de la foi.
Elle cède une portion de son territoire le 14 novembre 1952 pour la création du vicariat apostolique de Buenaventura (aujourd'hui diocèse de Buenaventura)et le 5 avril 1954 pour l'établissement de la préfecture apostolique de Guapi (aujourd'hui vicariat apostolique de Guapi).
Le 7 février 1961, la préfecture apostolique devient vicariat apostolique par la constitution apostolique Regnum Christi du pape Jean XXIII. Il cède une autre partie de son territoire le 23 septembre 1964 pour l'érection du diocèse d'Ipiales.
Il est élevé au rang de diocèse le 29 octobre 1999 par la constitution apostolique Carmelitarum Excalceatorum du pape Jean-Paul II et placé comme suffragant de l'archidiocèse de Popayán ainsi qu'à la juridiction de la congrégation pour l'évangélisation des peuples. Le même jour, il cède la municipalité de Santa Bárbara au vicariat apostolique de Guapi.

## Évêques
- Bernardo Merizalde Morales, O.A.R (30 mars 1928 - novembre 1947)
- Pedro Nel Ramírez, O.A.R (14 juillet 1949 - 5 avril 1954)
- Luis Francisco Irizar Salazar, O.C.D (23 avril 1954 - 5 novembre 1965)
- Miguel Ángel Lecumberri Erburum, O.C.D (3 mai 1966 - 8 février 1990)
- Gustavo Girón Higuita, O.C.D (8 février 1990 - 25 juillet 2015)
- Orlando Olave Villanoba, depuis le 18 mars 2017